# Dimitrios Kiousopoulos
Dimitrios Kiousopoulos (Grieks:  Δημήτριος Κιουσόπουλος) (Andritsaina, 1892 - Athene, 20 januari 1977) was een Grieks politicus die in 1952 kortstonding als premier diende.

## Levensloop

### Studie en juridische loopbaan
Kiousopoulos studeerde rechten aan de Universiteit van Athene. In 1917 begon hij er een loopbaan van assessor tot in 1939, toen hij advocaat bij het Griekse Hof van Cassatie werd. Bij de processen van Neurenberg na de Tweede Wereldoorlog in 1945 vertegenwoordigde Kiousopoulos Griekenland als plaatsvervangend aanklager. Van 1950 tot 1961 was hij openbaar aanklager bij het Griekse Hof van Cassatie.

### Politieke loopbaan
Na de verkiezingen van 9 september 1951 was hij korte tijd minister van Binnenlandse Zaken in het derde kabinet van Sophoklis Venizelos. 
Van 11 oktober tot 19 november 1952 was Kiousopoulos premier in een voorlopige regering.